# Bailliage de Bouzonville
Le bailliage de Bouzonville est une ancienne entité administrative du duché puis de la province de Lorraine, ayant existé de juin 1751 à 1789. Il fut créé à la suite de la suppression du bailliage d'Allemagne.

## Histoire
Régi par la coutume générale de Lorraine, les lieux situés dans ce bailliage faisaient partie du diocèse de Metz et de celui de Trèves. Au grand dam de l'administration Française, la population parlait le platt et d'après Durival, la langue française y était encore moins répandue que dans le bailliage de Boulay.
Le château de Berg, Nennig & Weis, Nittel & Reling ont été cédés à l'Impératrice-Reine Marie-Thérèse d'Autriche en 1769. Ces localités étaient auparavant dans ce Bailliage. 

Le village d'Hostembach, cédé au Roi par le prince de Nassau, a été mis dans ce bailliage par lettres-patentes du 29 mai 1775.
Quelques parties ont été également cédées à Clément Wenceslas de Saxe, Archevêque-électeur de Trèves par la convention du 1er juillet 1778.

## Composition
Communautés qui étaient dans le bailliage de Bouzonville en 1779 :

### Rattaché au diocèse de Metz
- Bouzonville (et ses dépendances)
- Altzing & Elich
- Anzeling
- Beckerholtz ou Belcherholtz (et la cense de St. Oswaldt)
- Bellefontaine, les censes de Godtscheuren, l'Allieuxe, Nadelange, Epange, Viller & l'abbaye de Viller-Bettnach
- St. Bernard
- Berus
- Berweiller
- Bettange
- La grande-Bibiche (et les censes de la petite-Bibiche)
- Bisten
- Bockange, Piblange & Drogny
- Brettnack
- Château-rouge ou Rodendorff
- Chémery-la-vieille, Chémery-la-neuve (et la cense d'Ingling)
- Dalstein ou Alstein
- Diren ou Dieren
- Eberswiller
- Edeling
- Felsberg (et la cense de Mihoff)
- Felstroff
- Férange, Insing & Laubruck
- Forwiller-sous-Bérus ou Forwiller-le-grand
- Le nouveau-Forwiller
- Freistroff (son abbaye, Diding, Guiching, les censes de Braving ou Bruch & Guéling)
- Gaweistroff, ci-devant Weistroff
- Gomelange & Colming
- Heckling & Benting
- Heistroff
- Henning
- Hobling
- Holling & Titting
- Ihn ou Lognon
- Iterstroff
- Krisborn (et la cense de Bommersbach)
- Leyding
- Mégange
- Neudorff ou Neydorff (et la cense de Hoffgarten)
- Nidange
- Niedweiling, Niedweiller & Guersling
- Oberdorff
- Œdeling (et la cense de Vintring)
- Reinange
- Remelfang
- Rémering
- Rodlach ou Redelach
- Schrekling
- Tetercken
- Tromborn (et la cense d'Odendorff ou Odenhoff)
- Vaudreching
- Villing
- Volmunster & Velving
- Velffling

### Rattaché au diocèse de Trèves
- Ste. Barbe (la montagne de)
- Becking ou Beckingen
- Bedestroff
- Bellemacker
- Biring
- Bising
- Buren ou Beiren & Kirff[N 1]
- Colmen
- Dilling
- Efft & Hellendorff
- Emerstroff
- Evendorff
- Fecking
- Flastroff
- Flatten
- Furweiller ou Firweiller
- Gongelfang, Betting & Zérange
- Grindorff
- Guerlefang
- Guising
- Halstroff & Forgeville
- Haustatt
- Gros-Heimestroff (et la cense d'Imerstroff)
- Hontzerat
- Hultzweiller
- Itzback (et le château de Siersberg)
- Kerling (et la cense de Sermeling)
- Kerprich-Hemestroff
- Kirche
- Kirchnaumen, Obernaumen (et les censes de Bousnacker & Tockfelt)
- Kitzing (et la cense de Neudorff)
- Launstroff
- Haut-Limberg
- Bas-Limberg
- Mecheren
- Merching
- Merswiller[N 2]
- Nidaltroff ou Niedaltroff
- Nohn, la cense de Schierhoff & le moulin de Bleschmul
- Nunkirchen ou Neinkirchen (et la cense d'Otzweiller)
- Oberleken[N 3]
- Obresch
- Orscholtz
- Ostembach ou Hostembach
- Pachten ou Paten
- Ramelfang
- Reimsbach, Erbring & Hargarten
- Rémeldorff
- Remeling (et la cense d'Utmen)
- Ritzing
- Schwerdorff (et les censes d'Istroff, Bourguesch, Cottendorff & Otzweiller)
- Schwerwaldt
- Tenting ou Tintingen
- Tunstroff, Nédorff & Oberdorff
- Waldtweis ou Waltry
- Waldtweistroff
- Weiten

## Source
- M. Durival, Description de la Lorraine et du Barrois, Tome second, 1779.